# Yves Bomati
Pour les articles homonymes, voir Bomati.
 (juillet 2022).
La mise en forme du texte ne suit pas les recommandations de Wikipédia : il faut le « wikifier ».
Les points d'amélioration suivants sont les cas les plus fréquents. Le détail des points à revoir est peut-être précisé sur la page de discussion.
- Les titres sont pré-formatés par le logiciel. Ils ne sont ni en capitales, ni en gras.
- Le texte ne doit pas être écrit en capitales (les noms de famille non plus), ni en gras, ni en italique, ni en « petit »…
- Le gras n'est utilisé que pour surligner le titre de l'article dans l'introduction, une seule fois.
- L'italique est rarement utilisé : mots en langue étrangère, titres d'œuvres, noms de bateaux, etc.
- Les citations ne sont pas en italique mais en corps de texte normal. Elles sont entourées par des guillemets français : « et ».
- Les listes à puces sont à éviter, des paragraphes rédigés étant largement préférés. Les tableaux sont à réserver à la présentation de données structurées (résultats, etc.).
- Les appels de note de bas de page (petits chiffres en exposant, introduits par l'outil «  Source ») sont à placer entre la fin de phrase et le point final[comme ça].
- Les liens internes (vers d'autres articles de Wikipédia) sont à choisir avec parcimonie. Créez des liens vers des articles approfondissant le sujet. Les termes génériques sans rapport avec le sujet sont à éviter, ainsi que les répétitions de liens vers un même terme.
- Les liens externes sont à placer uniquement dans une section « Liens externes », à la fin de l'article. Ces liens sont à choisir avec parcimonie suivant les règles définies. Si un lien sert de source à l'article, son insertion dans le texte est à faire par les notes de bas de page.
- La présentation des références doit suivre les conventions bibliographiques. Il est recommandé d'utiliser les modèles {{Ouvrage}}, {{Chapitre}}, {{Article}}, {{Lien web}} et/ou {{Bibliographie}}. Le mode d'édition visuel peut mettre en forme automatiquement les références.
- Insérer une infobox (cadre d'informations à droite) n'est pas obligatoire pour parachever la mise en page.

Pour une aide détaillée, merci de consulter Aide:Wikification.
Si vous pensez que ces points ont été résolus, vous pouvez retirer ce bandeau et améliorer la mise en forme d'un autre article.
Yves Bomati, né le 8 septembre 1954 à Rabat (Protectorat français du Maroc), est un universitaire, docteur ès lettres et sciences humaines, conseil en communication, historien des religions et spécialiste de l’histoire de l’Iran.

## Biographie

### Enfance et formation
Après la fin du protectorat français sur le Maroc en 1956 et l'indépendance de l'Algérie en 1962, de retour en France, il est orienté vers l'étude du latin et du grec ancien. Après le Bac, il est admis en classes préparatoires littéraires au  Lycée Henri IV à Paris. Il poursuit, à la Sorbonne-Paris IV, ses études en licence de lettres classiques avec une option en étruscologie et antiquités italiques. Il se spécialise alors en Histoire des religions. Il obtient, après une maîtrise et un DEA, un doctorat ès lettres et sciences humaines en 1982 sur l’intitulé: Le dionysisme et ses conséquences en Italie centrale du VIe au Ier siècle av. J.-C sous la direction du professeur Alain Hus. Il obtient l’année suivante le diplôme de l’École pratique des hautes études (IVe section, sciences des religions) sous la direction du Professeur Raymond Bloch et publie bientôt des articles dans la revue des Études latines et Latomus,.

### Enseignement
Professeur de Lettres classiques, il enseigne de 1976 à 1987 puis dirige les études de deux instituts privés, l’institut supérieur d’enseignement des relations publiques (ISERP) et l’institut des techniques avancées de l’information et des médias (ITAIM) jusqu'en 1994.
Pendant toute cette période et jusqu’en 2016, il enseigne dans ses instituts puis à Sciences Po Lille et au CELSA (Paris-IV) en master 2 communication publique ainsi que pour les personnels des services administratifs et financiers (DSAF) du Premier ministre préparant les concours d’attaché d'administration et de secrétaire administratif.

### Carrière administrative
À partir de 1996, il intègre la direction de la Documentation française (service du Premier ministre) en tant qu’éditeur pour la collection Retour aux textes puis à partir de 2000 en tant qu’attaché de presse puis directeur de la communication. Dès 2010 et jusqu’en 2020, à la suite de la fusion des directions de la Documentation française et des Journaux officiels de la République française, il est nommé chef de mission et directeur de la communication de la nouvelle entité, la direction de l'information légale et administrative (DILA, service du Premier ministre) qui regroupe aussi bien les publications de la DF que les sites Légifrance, service-public.fr, vie-publique.fr et divers sites d’annonces légales.

### Édition
Depuis 1984, il publie seul ou en collaboration de nombreux ouvrages sur l’administration, les œuvres de la littérature française ainsi que des manuels scolaires. Depuis 1999, il s'intéresse plus particulièrement à l’histoire de l’Iran tant du point de vue religieux, culturel que politique.

## Œuvres
(novembre 2024).

### Éducation, didactique
- Collection Littérature et méthode, 4 volumes, éd. Hatier, 1988-1991 (coauteur E. Amon).
- Méthodes et pratiques du français au lycée, éd Magnard, 2000 (coauteur E. Amon).
- Lectures, Anthologie pour le lycée, deux tomes, Collection Amon-Bomati, éd. Magnard, 2000.
- Religions du monde entier, coll. Découvrir et comprendre, éd. Bordas, 2002 (trad. géorgien, 2006).
- Expression, éd. Magnard, 2003.
- Méthodes pour les objets d’études, éd. Magnard, 2004 (coauteur E. Amon)  (ISBN 2210441072).
- Dictionnaire de la littérature française, Collection Mémo références, éd. Bordas (coauteur E. Amon)  (ISBN 2047308097).
- Vocabulaire de l’analyse littéraire, Collection Mémo références, éd. Bordas, 2003 (coauteur E. Amon)  (ISBN 2047302498).
- Dictionnaire de l’administration, éd. Vuibert puis Studyrama (2008-2012) (direction de collection)  (ISBN 2759015718)[6].

### Histoire de l'Iran
- Shah Abbas, empereur de Perse, 1587-1629, éd. Perrin, 1998, éd. en anglais, 2017 (coauteur Houchang Nahavandi)  (ISBN 2262011311)[7].
- Mohammad Reza Pahlavi, le dernier shah, 1919-1980, éd. Perrin, 2013 ; éd. Tempus 2019, éd. en persan 2014, (coauteur Houchang Nahavandi)  (ISBN 2262078815)[8],[9].
- Les grandes figures de l’Iran, éd. Perrin, 2015 (coauteur Houchang Nahavandi)  (ISBN 2262047324)[10].
- Iran, Une histoire de 4 000 ans, éd. Perrin, 2019, éd. en chinois 2021(coauteur Houchang Nahavandi)  (ISBN 2262075972)[11],[12],[13].
- L'Âge d'or de la Perse - L'épopée des Safavides :1501 - 1722, Perrin, 2023, 432 p.  (ISBN 978-2-262-09575-8)[14],[15].
- Les Assassins d'Alamût - Les dessous d'une politique de la terreur, Armand Colin, 2024, 285 p.  (ISBN 978-2-200-63742-2)[16],[17],[18],[19],[20],[21],[22],[23]

### Éditions présentées et annotées
- Les Trois Mousquetaires,  Alexandre Dumas, Larousse, 1985, nvelle éd. 2012 (coauteur E. Amon).
- Les Fourberies de Scapin, Molière, Larousse, 1990, 1998.
- L’Énéide, Virgile, Hatier, 1992.
- Les Caprices de Marianne,  Alfred de Musset, Larousse, 1992, 1999, nvelle éd. 2006.
- La Bible, Larousse, 2001.
- Le Roman de la Momie, Théophile Gautier, Hatier, 1993.
- Le Bourgeois Gentilhomme, Molière, Hatier, 1995.
- Le Médecin malgré lui, Molière, Hatier, 1996.
- Georges Dandin, Molière, Classiques et contemporains, Magnard, 2000.
- On ne badine pas avec l’amour, Alfred de Musset, Larousse, 2006.
- Candide, Voltaire, Larousse, 2007.
- Le père Goriot, Honoré de Balzac, Larousse, 2007.

### Articles presse
- Arlequin le démoniaque. In: Historia n°484, avr. 1987, p.74-76.
- Sous Shah Abbas, le mercredi, c’est la journée des femmes dévoilées d’Ispahan. In : Historia n° 625, janv.1999, p. 76-81.
- Persépolis retrouvée. In: Géo, Grands Reportages, n°206, mars 1999.
- Les origines divines de l’œuf de Pâques. In: Historia n°628, avr. 1999, p.22-25.
- Au cœur du harem, sexe, intrigues et complots. In: Historia, 1999, p. 14-21).
- Le retour de l'Iran, Société des lecteurs du Monde, 25 novembre 2015 (https://vimeo.com/146886016).
- Comment l'Iran est devenu chiite, Histoire et civilisations, n°24, décembre 2016, p.34sq.
- Abbas le Grand, le shah soleil. In: Dossier. De la Perse des shahs à la République islamique, Figaro Histoire n°37, mars 2018, p.52-55.
- La renaissance d’une nation. In: Dossier De la Perse des shahs à la République islamique, Figaro Histoire n°37, mars 2018, p.56-65
- Mani, père du manichéisme. In: Dossier La Perse, Le Point, 21-28 décembre 2017, p.160-161.
- Le grand affrontement avec les sunnites. In: Dossier La Perse, Le Point, 21-28 décembre 2017, p.187.
- Les tapis, une affaire d’État. In: Dossier La Perse, Le Point, 21-28 décembre 2017, p. 194-195.
- Zarathoustra, le prophète du feu", Histoire et civilisations", n°37, mars 2018 n°37, p.14-23.
- Iran, 1848 : l'histoire de la première féministe qui rejeta le voile, Libération, mardi 25 mars 2022, p. 20.
- L'apogée de la Perse : une vitrine de la modernité, Revue  Conflits, 23 février 2023.
- Aux sources de la révolte des femmes en Iran, FIGAROVOX/ENTRETIEN, 3 mars 2023, https://www.lefigaro.fr/vox/histoire/aux-sources-de-la-revolte-des-femmes-iraniennes-20230303.
- L'âge d'or de la Perse, "Storia Voce", 16 mars 2023, https://storiavoce.com/lage-dor-de-la-perse/.
- De la soumission à la révolte, l'histoire millénaire des Iraniennes, Histoire et civilisations, 19 mars 2023.
- France-Iran, 500 ans de relations internationales, Revue Histoire magazine, n°13, août 2023, p. 60-65.
- Les Assassins d'Alamût et de Syrie : une histoire à revoir, Revue Diplomatie n°129, sept-oct 2024, p. 86-91.
- Les Assassins d'Alamût, Entretien pour Histoire Magazine" n°14, sept 2024, p.74-75.
- Les Assassins d'Alamût, Histoire de violence dans l'Iran médiéval, émission France Culture, Le cours de l'histoire, 23 décembre 2024,   https://www.radiofrance.fr/franceculture/podcasts/le-cours-de-l-histoire/les-assassins-d-alamut-histoire-de-violence-dans-l-iran-medieval-5862839

## Distinctions
- Prix Eugène-Colas 1999 de l'Académie française pour Shah Abbas, empereur de Perse.[24]
- Chevalier de l'ordre des Palmes académiques (1999)[25]